# Magnetiet

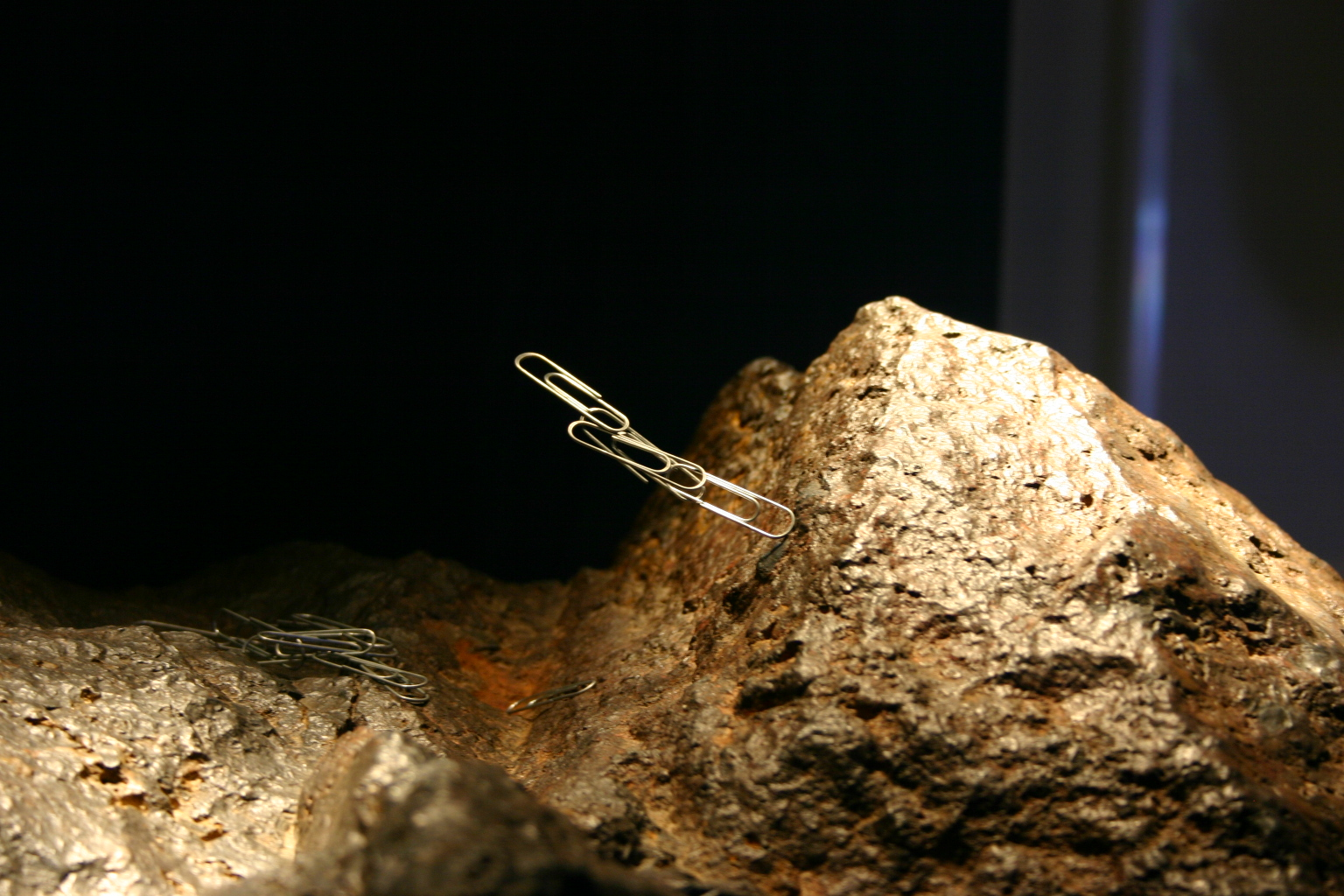
Magnetiet met aanhangende paperclips

Magnetiet is een mineraal dat is samengesteld uit ijzer(II,III)oxide met de verhoudingsformule {\displaystyle {\ce {Fe^{2\!+}Fe^{3\!+}2O4}}}. Het wordt door de sterk magnetische werking gebruikt om permanente magneten mee te maken. Magnetiet is een belangrijke spinel.
Magnetiet komt algemeen voor, voornamelijk in stollings- en metamorfe gesteenten, maar kan ook door biologische activiteit ontstaan.

## Etymologie en geschiedenis
Al in de klassieke oudheid ontdekte men dat kristallen van magnetiet, afhankelijk van de richting waarin zij liggen, elkaar aantrekken of afstoten, een verschijsel dat men magnetisme noemde. Magnetische stenen, Oudgrieks: λίθος Μάγνης, lithos Magnēs, waren al bij de Grieken bekend, volgens de geschriften van Theophrastus. Het is waarschijnlijk dat magnetiet genoemd is naar Magnesia, een landstreek in Thessalië of naar de steden in het oude Griekenland en Anatolië, een deel van Turkije, met dezelfde naam, naar bijvoorbeeld Magnesia aan de Meander en Magnesia aan de Sipylos, waar al meer dan 2500 jaar magnetische brokken ijzererts gevonden worden.
Magnetiet werd in China al in de 11e eeuw v. Chr. om de magnetische eigenschappen ervan gebruikt.
De Romeinse schrijver Plinius de Oudere maakt melding van een steen genaamd 'magneet', die naar Magnes zou zijn genoemd, een Kretenzische schaapherder die het mineraal op de berg Ida had gevonden. Hij merkte dat de spijkers in zijn schoenen en de ijzeren kop van zijn staf door het gesteente waar het mineraal in zat aangetrokken werden. Plinius maakte onderscheid tussen verschillende soorten magneten, vooral tussen 'mannelijke' en 'vrouwelijke'. Alleen de mannelijke bezat de kracht ijzer aan te trekken, dat was magnetiet. Bij vrouwelijke magneten ging het vermoedelijk om mangaanerts, dat uiterlijk veel op magnetiet lijkt, of ook om een wit mineraal dat later magnesiet {\displaystyle {\ce {MgCO3}}} werd genoemd.
De naam 'magneet', als middeleeuwse aanduiding voor een magnetische steen, en het in 1845 door Wilhelm Haidinger ingevoerde 'magnetiet', ontstonden uit de Latijnse stam 'magnet-', met als nominatief magnes, magneet.

## Eigenschappen
Magnetiet is een grijszwart mineraal dat in de natuur voorkomt met sporen magnesium {\displaystyle {\ce {Mg}}}, zink {\displaystyle {\ce {Zn}}}, mangaan {\displaystyle {\ce {Mn}}}, nikkel {\displaystyle {\ce {Ni}}}, chroom {\displaystyle {\ce {Cr}}}, titaan {\displaystyle {\ce {Ti}}}, vanadium {\displaystyle {\ce {V}}} en aluminium {\displaystyle {\ce {Al}}}. Het is een ferrimagnetisch mineraal, zonder splijtbreuk met een gemiddelde massadichtheid van 5,15 g/cm3 en een hardheid van 5,5 tot 6 op de schaal van Mohs. Het is niet radioactief en de brekingsindex is 2,42. Magnetiet is een isotroop kristal, en de kristalstructuur behoort tot het kubische kristalstelsel met als habitus van het kristal het achtvlak. Magnetiet heeft een omgekeerde spinelstructuur met {\displaystyle {\ce {Fe^{3\!+}}}}-ionen in de viervlaksholtes en zowel {\displaystyle {\ce {Fe^{2\!+}}}} als {\displaystyle {\ce {Fe^{3\!+}}}}-ionen in de achtvlaksholtes. Het geeft met opvallend licht grijs met bruine reflecties.

## Functie en toepassing
Verschillende diersoorten hebben enige magneetzin, omdat zij magnetoreceptoren hebben. Zij zijn vooral gevoelig voor het aardmagnetisch veld. Er is in de receptoren van deze dieren magnetiet gevonden, zelfs bij de mens, in het zeefbeen van de neus.
Magnetiet heeft naast de productie van permanente magneten meer toepassingen in de industrie. Het wordt gebruikt in katalysatoren voor sommige chemische processen, waaronder het Haber-Boschproces voor de productie van ammoniak en het Fischer-Tropschproces voor de productie van koolwaterstoffen uit koolstofmonoxide en waterstof. Magnetiet vormt zich ook in hogedrukstoomketels, waar het, als het een dunne laag betreft, tegelijk een beschermende functie heeft tegen corrosie van de ketelwand. Magnetietdeeltjes worden voor het vervaardigen van magnetische vloeistoffen gebruikt.